# Азимов, Араз Беюкага оглы
Араз Беюкага оглы Азимов (азерб. Araz Böyükağa oğlu Əzimov; род. 13 июня 1962, Баку) — заместитель министра иностранных дел Азербайджанской Республики (с 1994).

## Биография
Араз Азимов родился 13 июня 1962 года в городе Баку Азербайджанской ССР.
В 1984 году окончил Азербайджанский государственный университет, факультет Востоковедения, отделение персидского языка и литературы.
В 1984—1989 годах работал диктором в иностранной службе Азербайджанского Государственного Радио. В эти же годы служил военным переводчиком в Афганистане.
В 1989—1991 годах работал вторым секретарём, первым секретарем управления Информации Министерства иностранных дел Азербайджанской ССР.
В 1991—1994 годах работал в должности заместителя начальника, начальника управления Информации Министерства иностранных дел Азербайджанской Республики.
С 1994 года — заместитель министра иностранных дел Азербайджанской Республики.
Дипломатический ранг: Чрезвычайный и полномочный посол
Владеет английским, персидским, азербайджанским, турецким и русским языками.

## Награды
- Орден «За службу Отечеству» II степени (9 июля 2019 года) — за плодотворную деятельность в органах дипломатической службы Азербайджанской Республики[2].
- Орден «За заслуги» III степени (Украина, 19 августа 2006 года) — за весомый личный вклад в развитие международного сотрудничества, укрепление авторитета и положительного имиджа Украины в мире, популяризацию её исторических и современных достижений[3].